# Tranemo (gemeente)
Tranemo is een Zweedse gemeente in de provincie Västra Götalands län. Ze heeft een totale oppervlakte van 781,6 km² en telde 11.894 inwoners in 2004.

## Plaatsen
- Tranemo (plaats)
- Limmared
- Länghem
- Dalstorp
- Grimsås
- Rosenlund
- Ambjörnarp
- Uddebo
- Ljungsarp
- Sjötofta
- Nittorp
- Månstad
- Hulared